# Rodney Green (muzikant)
Rodney Green (Camden, 17 maart 1979) is een Amerikaanse jazzdrummer.

## Biografie
Green bracht als kind de meeste tijd door in de kerk, waarin zijn vader als geestelijke en organist werkte. Daar leerde hij als autodidact het drumspel. In 1995 toerde hij met Bobby Watson in Italië. Op 17-jarige leeftijd na de middelbare school, trad hij regelmatig op in New York. Na afronding van zijn schooltijd verhuisde hij naar New York, waar hij speelde met Greg Osby, Christian McBride, Eric Reed, Joe Henderson, Benny Green, Tom Harrell en Mulgrew Miller. Op 19-jarige leeftijd werd Green twee jaar lid van het trio van Diana Krall. Vervolgens werkte hij ook met Charlie Haden (Sophisticated Ladies), Terell Stafford/Dick Oatts (Bridging the Gap), Wycliffe Gordon, Walter Blanding, Betty Carter, Abbey Lincoln, Dianne Reeves, Wynton Marsalis, Aaron Diehl en Benny Green. Tot zijn kwartet, waarmee hij het album Live at Smalls uitbracht, behoorden Seamus Blake, Luis Perdomo en Joe Sanders. Tom Lord vermeldt 72 opnamen met Green tussen 1997 en 2015.
- International Standard Name Identifier: 0000 0004 1834 3378
- Système universitaire de documentation: 174931182
- Virtual International Authority File: 30146574948538152205